# Colegio de Estudios Superiores de Administración
La Universidad CESA (Colegio de Estudios Superiores de Administración) es una universidad privada colombiana de investigación enfocada en el área de la administración de empresas y negocios. Fue fundada el 24 de febrero de 1975. Ofrece la carrera en pregrado de Administración de Empresas, así como diversas especializaciones y maestrías en el área. Es una de las mejores universidades del país, habiendo ocupado el segundo lugar a nivel nacional en las pruebas de estado Saber Pro del 2020.
El CESA es una institución de educación superior monodisciplinar, de carácter privado sin ánimo de lucro, fundada por iniciativa de un grupo de empresarios encabezado por el expresidente Carlos Lleras Restrepo y el Dr. Hernán Echavarría Olózoga, y apoyados por la Asociación Nacional de Industriales (ANDI) y el Instituto Colombiano de Administración (INCOLDA) En 2013, el CESA ocupa el primer lugar en el Ranking Integral de Instituciones Universitarias para las Instituciones Universitarias, y segundo puesto en el ranking de calidad en la formación.

## Campus
El CESA cuenta con un campus compuesto por 16 casas ubicadas en el barrio La Merced, un sector tradicional de Bogotá con casas de conservación urbanística y arquitectónica de estilo inglés. El campus tiene salones especializados para la academia, biblioteca, salas de profesores, espacios de bienestar estudiantil como gimnasio, simulador de golf, salas de televisión, sala de videojuegos, mesas de ping-pong, mesas de billar, oficinas administrativas y acceso a tecnologías de la información y la comunicación.
La institución también cuenta con centros de apoyo y estudio para estudiantes como SUMA, cuyo objetivo es lograr que los estudiantes desarrollen el pensamiento lógico matemático; VALOR, centro de apoyo para el desarrollo de habilidades financieras; DIGA, centro de apoyo para la lectura, la oralidad y la escritura; y CEGLI, Centro de Estudios sobre Globalización e Integración. También cuenta con salas especializadas como el Punto BVC, Sala Marketing Lab, Sala Bloomberg, Sala Mac, Sala de Videoconferencias y Sala CEYAC.

## Oferta académica

### Pregrado
El CESA, por ser una colegiatura monodisciplinar enfocada en los negocios, cuenta con un pregrado en Administración de Empresas, pregrado con el que la institución inició su actividad académica. CESA tiene una reputación de ser altamente selectivo, donde la mayoría de sus criterios de admisión se basan en la relación de un estudiante con los líderes empresariales.

### Posgrados
El carácter administrativo del CESA ofrece cinco programas de posgrado, dos especializaciones y tres maestrías, enfocados a los negocios .CESA tiene una reputación de ser altamente selectivo, donde la mayoría de sus criterios de admisión se basan en la relación de un estudiante con los líderes empresariales. Bienestar Universitaria tiene muchas actividades para los estudiantes, incluyendo equipos de polo y tenis, clases de golf e incluso cursos de cata de vinos.
Especializaciones
- Especialización en Finanzas Corporativas[5]
- Especialización en Mercadeo Estratégico[6]
- Especialización en Gestión Empresarial (Tiempo Completo)

Maestrías
- Maestría en Finanzas Corporativas[7]
- Maestría en Dirección de Marketing.[8]
- Maestría en Administración de Empresas.
- Maestría en Liderazgo en Transformación Digital.
- Maestría en Emprendimiento e Innovación.
- Maestría en Mercados Financieros.
- Maestría en Mercados Bursátiles.

### Programas de Extensión
La educación continuada, a través de Formación Ejecutiva, hace parte de los programas de extensión del CESA para complementar la formación académica con carácter administrativo que ofrece la institución.

## Publicaciones
El CESA cuenta con su propia editorial, la cual ha publicado obras, en algunos casos, en coedición con diferentes editoriales nacionales tales como Alfaomega, Mayol, y la Editorial de la Universidad del Rosario. En el 2010 comenzó a sacar todas sus publicaciones con sello editorial propio, dando un nuevo comienzo a todas las obras que son el resultado de la producción intelectual que los propios docentes realizan. Dentro del campo de la administración, las publicaciones abarcan temas como tecnología, marketing, finanzas, producción y logística, recursos humanos, y matemáticas financieras.
Aparte de libros, el CESA se encarga de la publicación de documentos de trabajo conocidos como “Borradores de Administración”, los cuales han sido estructurados para ser trabajados en diferentes materias que se ven a lo largo del pregrado y que tienen relación directa con la situación actual nacional y mundial.
La editorial del CESA cuenta aproximadamente con 45 publicaciones propias, 10 coediciones y 58 borradores de administración.

## Investigación
En el 2005 el CESA creó el Grupo de Investigación en Innovación y Gestión Empresarial que cuenta con 4 líneas de investigación: finanzas, marketing, economía y gestión y globalización.

## Biblioteca
Con más de 30 años de servicio, la biblioteca cuenta con más de 20 mil volúmenes de administración, finanzas y economía; 127 suscripciones a revistas nacionales e internacionales; y acceso a bases de datos especializadas en administración. Tiene una plataforma virtual –Biblioteca Digital– donde cualquier persona puede acceder gratuitamente a conferencias, investigaciones, artículos, publicaciones y trabajos de grado del CESA.
- Bases de datos
- EBSCO
- JSTOR
- REPNET
- Ebrary
- Net Library
- BPR Benchmark
- Legiscomex
- Gestión humana
- Lex Base
- Korn/Ferry Institute
- Euromonitor
- EMIS (Emerging Marketing Information Services)

## Centro de Liderazgo y Emprendimiento
En julio del 2010 el CESA creó el Centro de Liderazgo y Emprendimiento (CLE) para fortalecer las competencias de liderazgo y emprendimiento entre estudiantes, profesores y egresados. Desde 2011 el CLE está implementando la metodología Springboard de la Universidad de California en la Feria de Espíritu Emprendedor. Esta metodología tiene como objetivo que los estudiantes y egresados creen sus propias empresas, ofreciendo capacitación, diseño de planes de negocios, acompañamiento para incubación de empresas, investigación, enseñanza y escritura de casos para transformar buenas ideas en modelos de negocios.

## Observatorio
El Observatorio Laboral del Ministerio de Educación Nacional arroja resultados donde, según los cuales, por quinta vez consecutiva, desde el 2007, los profesionales del CESA en materia de administración, son los mejor remunerados en el mercado laboral colombiano.
Así mismo, los resultados indican que los egresados con estudios de posgrado del CESA también ocupan el primer lugar por remuneración.

## Relaciones Internacionales
El CESA cuenta con programas de movilidad estudiantil y convenios con instituciones del exterior.. El CESA posee convenios de doble titulación, semestre o año en el exterior y prácticas empresariales en el exterior con universidades como:
- American University
- Arnhem Business School
- École Supérieure du Commerce Extérieur (ESCE)
- Escuela Europea de Dirección y Empresa (EUDE)
- Escuela Superior de Estudios Internacionales (ESEI)
- European University
- Facultad de Economía, Contaduría y Administración de la Universidad Juáres del Estado de Durango (FECA)
- Griffith University
- IESEG School of Management
- Instituto de Estudios Bursátiles (IEB)
- Instituto Tecnológico y de Estudios Superiores de Monterrey (ITESM - Campus Monterrey)
- Istanbul Kültür University
- Kainsai Gaidai University
- Kyung Hee University
- Newcastle University
- Rouen Business School
- Sprott School of Business, Carleton University
- The Hague University of Applied Science
- The Interdisciplinary Center Herzliya
- Universidad Francisco de Vitoria
- Upper Austria University of Applied Science School of Management
- Universidad Internacional del SEK
- Universidad Americana de Paraguay
- University of Pennsylvania English Language Programs
- Vesalius College
- Whitman School of Management
- Zeppelin University

Los estudiantes extranjeros también pueden realizar estudios en Colombia asistiendo a los centros de estudio del CESA a través de convenios existentes con la institución y programas de intercambio.